# 대금국
대금국(大金國)는 이징옥이 1453년에 남만주에 세운 나라였다.

## 생애와 건국
1453년 수양대군이 나이 어린 단종을 보필하던 김종서 등을 참살(斬殺)하여 효수하고 정권을 탈취한 뒤 이징옥을 김종서의 심복이라 하여 아무 죄도 없는데도 공직에서 파면시키고 박호문을 함길도 도절제사로 임명하자 크게 대노하여 박호문 부자(父子) 일행이 도착하자 그들을 습격해 참수하고 난을 일으켰다.
그는 북방의 여진족과도 연락을 취했고 대금황제(大金皇帝)라 자칭, 남만주의 오국성(五國城)에 도읍을 정하였다. 그러나 이징옥의 반군을 돕기로 약속한 여진족의 소식이 없고, 또 군부 내에서 자중지란이 일어나 혼란스러워졌다. 급기야 그가 두만강을 건너기 위해 종성에 머물던 중, 반란이 실패할 거라 생각하고 불안해 하던 종성부사 정종(鄭種)과 호군 이행검(李行儉) 등이 변절하여 이징옥을 습격하는 바람에 두 아들과 함께 피살되었다.
이 난으로 자신의 형인 이징석, 아우인 이징규가 정난공신의 주청으로 한때 처형과 멸족을 당할 위기에 처하기도 했다. 그러나 세조의 극진한 대우로 그 위기를 넘기고 오히려 높은 벼슬을 하사받았다.
그의 난은 계유정난과 깊은 연관이 있으며, 평소 김종서를 도와 북방을 개척하는 데 심혈을 기울인 것으로 보아 김종서 등과 각별한 사이였음을 짐작할 수 있다. 또 그는 용맹하기가 범과 같아서 여진족들이 이징옥을 '어금니를 가진 큰 돼지'라 부르며 '큰 범' 김종서만큼이나 두려워하여 감히 그를 함부로 공격하지 못하였다.
그의 난 이후 함경도 지역에 대한 차별정책이 시작되었고, 이는 1467년 이시애의 난이 일어나게 되는 중요한 계기가 된다.
이후 전황이 불리하게 전개되자 여진족과 연락, 여진족 부족장들로부터 지원을 약속받은 후 병력을 이끌고 국경을 넘으려 하였다.
그 뒤 부하들을 이끌고 두만강을 건너려고 10월 20일 함경북도 종성군에 머물러 밤을 새울 때, 조정에서 파견한 자에게 설득당한 종성판관 정종(鄭種)·이행검(李行儉) 등이 이끄는 자객단의 습격을 받고 피살되었다. 당시 그의 나이 향년 53세였다.
그의 막내인 셋째 아들 연원(淵源)만이 유모의 등에 업혀 경주로 간신히 피신하여 목숨을 건지고 이름을 태엽(台燁)이라 바꾸었으며, 본관은 초산(草山)으로 하여 맥을 이었다(훗날 이연원의 후손들이 본관을 초산에서 본래의 본관인 양산으로 환원한다).

## 같이 보기
- 이징옥의 난